# Hestina assimilis
Hestina assimilis är en fjärilsart som beskrevs av Carl von Linné 1758. Hestina assimilis ingår i släktet Hestina och familjen praktfjärilar. Inga underarter finns listade i Catalogue of Life.

## Bildgalleri

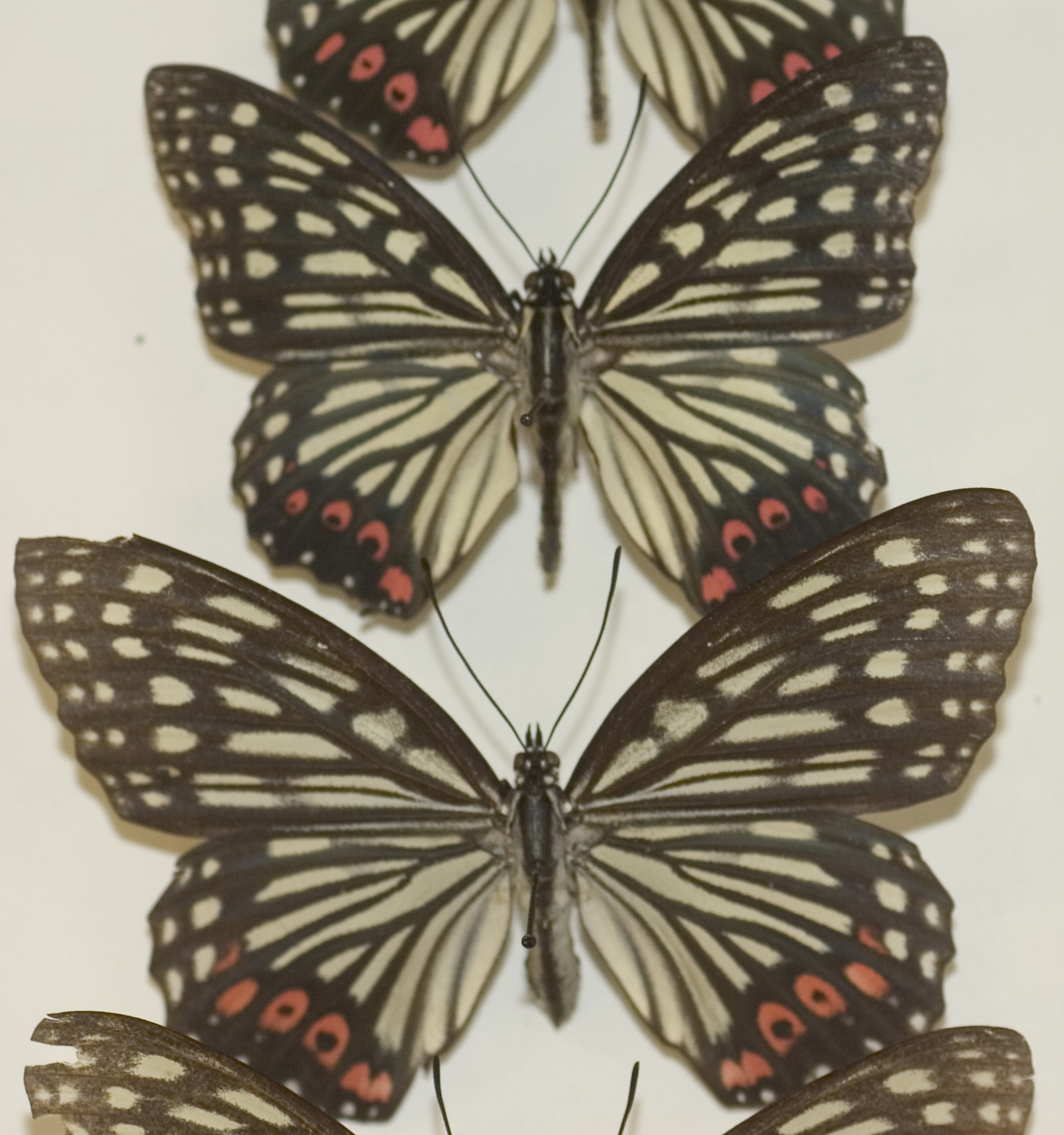
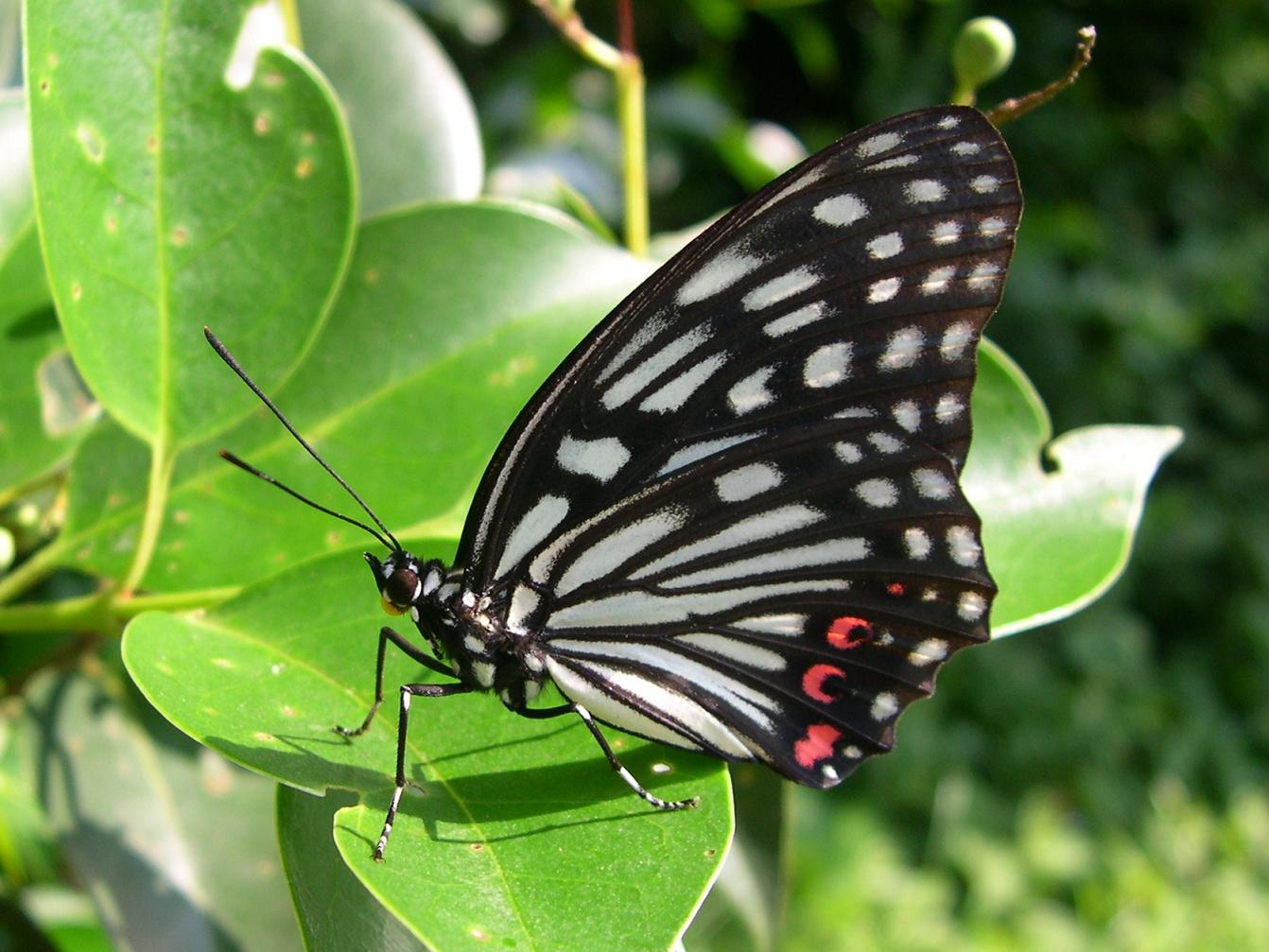
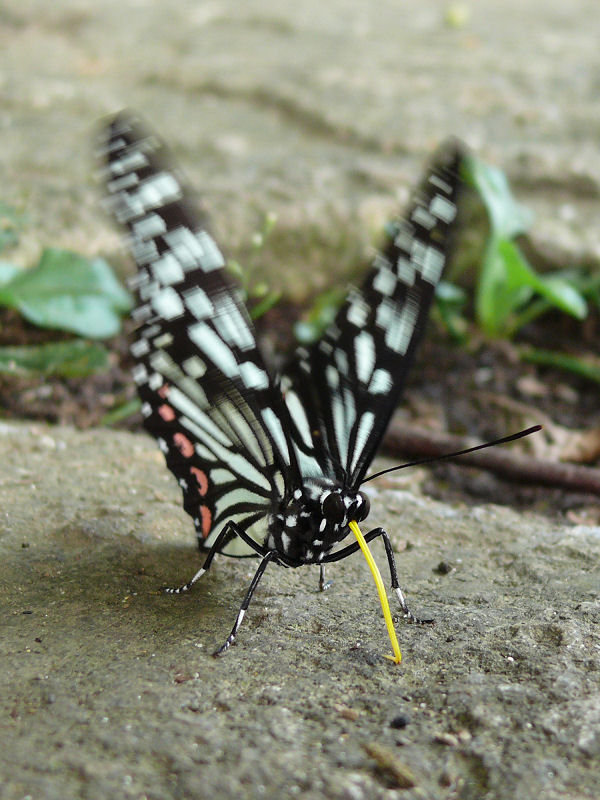
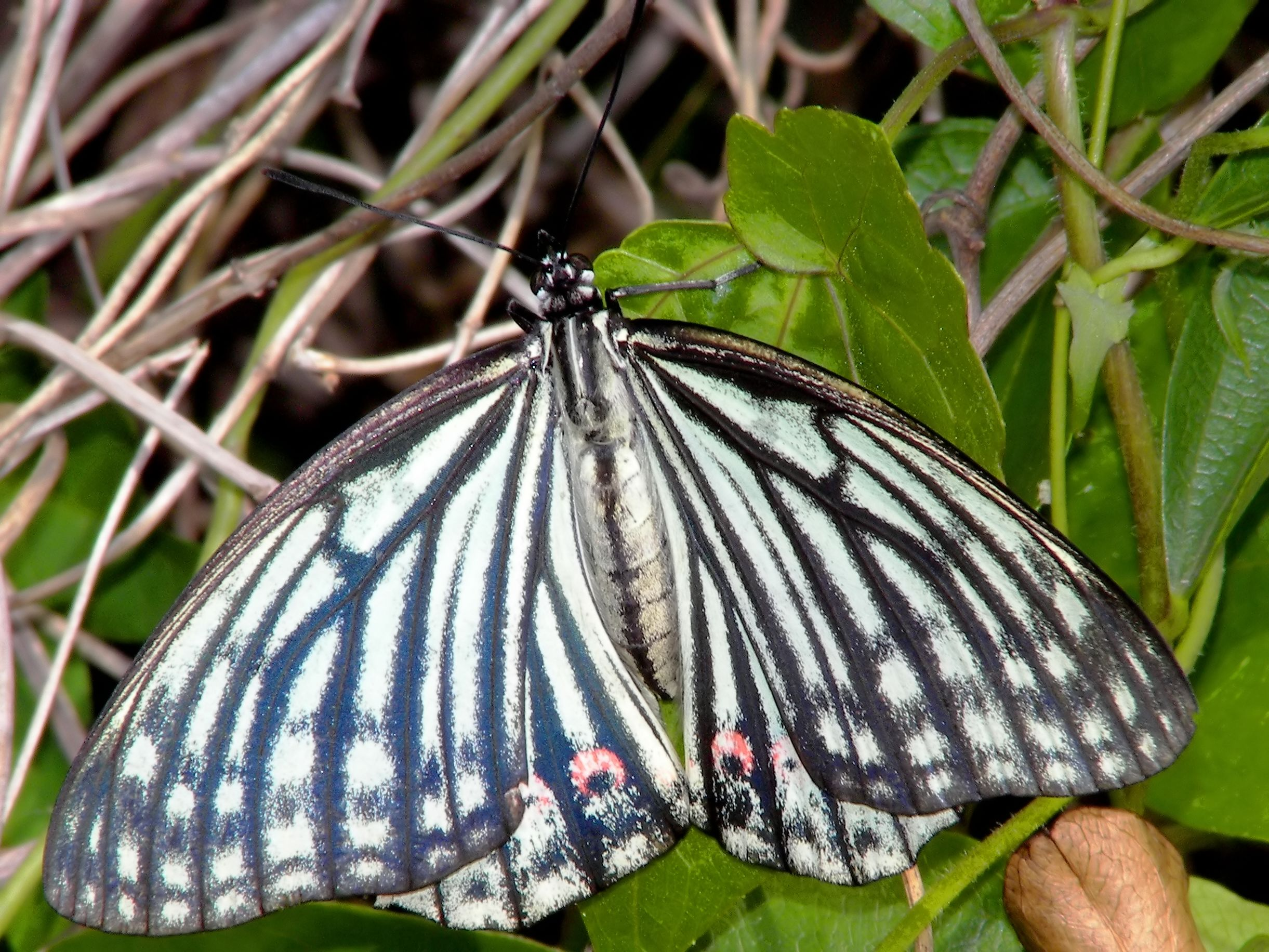
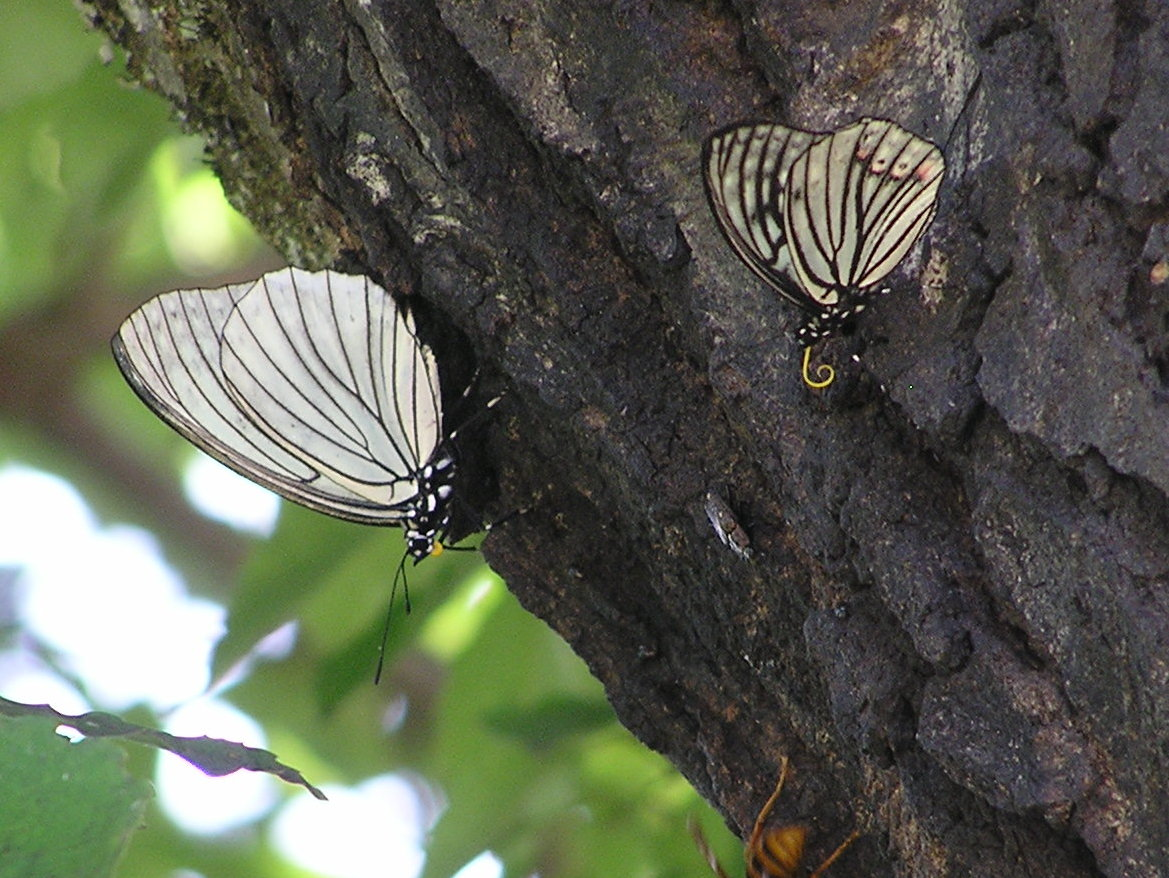